# Yellow Submarine Songtrack
Yellow Submarine Songtrack is de soundtrack die in 1999 verscheen in het kader van de opnieuw uitgebrachte Beatles-film Yellow Submarine uit 1968. In tegenstelling tot de soundtrack uit 1968, bevat dit album alleen nummers van The Beatles die te horen zijn in de film. Hierdoor bevat het album uit 1999 nummers die niet op het album uit 1968 staan. Daarnaast zijn de door George Martin voor de film gecomponeerde partituren niet opgenomen op het album. De nummers op het album zijn volledig opnieuw gemixt.
Oorspronkelijk zit ook A Day in the Life in de film verwerkt, maar die is niet op dit album terechtgekomen. Hiervoor is gekozen omdat er anders te veel nummers van het album Sgt. Pepper's Lonely Hearts Club Band op de cd zouden komen te staan.

## Nummers
Alle nummers zijn geschreven door John Lennon en Paul McCartney, tenzij anders aangegeven.
1. "Yellow Submarine"
2. "Hey Bulldog"
3. "Eleanor Rigby"
4. "Love You To" (Harrison)
5. "All Together Now"
6. "Lucy in the Sky with Diamonds"
7. "Think for Yourself" (Harrison)
8. "Sgt. Pepper's Lonely Hearts Club Band"
9. "With a Little Help from My Friends"
10. "Baby, You're a Rich Man"
11. "Only a Northern Song" (Harrison)
12. "All You Need Is Love"
13. "When I'm Sixty-Four"
14. "Nowhere Man"
15. "It's All Too Much" (Harrison)

## Hitnoteringen

### NederlandseAlbum Top 100
| Hitnotering: (Week 1 t/m 3) 25-09-1999 t/m 09-10-1999 Hitnotering: (Week 4) 09-06-2012 | Hitnotering: (Week 1 t/m 3) 25-09-1999 t/m 09-10-1999 Hitnotering: (Week 4) 09-06-2012 | Hitnotering: (Week 1 t/m 3) 25-09-1999 t/m 09-10-1999 Hitnotering: (Week 4) 09-06-2012 | Hitnotering: (Week 1 t/m 3) 25-09-1999 t/m 09-10-1999 Hitnotering: (Week 4) 09-06-2012 | Hitnotering: (Week 1 t/m 3) 25-09-1999 t/m 09-10-1999 Hitnotering: (Week 4) 09-06-2012 | Hitnotering: (Week 1 t/m 3) 25-09-1999 t/m 09-10-1999 Hitnotering: (Week 4) 09-06-2012 | Hitnotering: (Week 1 t/m 3) 25-09-1999 t/m 09-10-1999 Hitnotering: (Week 4) 09-06-2012 |
| Week:                                                                                  | 1                                                                                      | 2                                                                                      | 3                                                                                      |                                                                                        | 4                                                                                      |                                                                                        |
| -------------------------------------------------------------------------------------- | -------------------------------------------------------------------------------------- | -------------------------------------------------------------------------------------- | -------------------------------------------------------------------------------------- | -------------------------------------------------------------------------------------- | -------------------------------------------------------------------------------------- | -------------------------------------------------------------------------------------- |
| Positie:                                                                               | 51                                                                                     | 45                                                                                     | 71                                                                                     | uit                                                                                    | 63                                                                                     | uit                                                                                    |

### VlaamseUltratop 200Albums
| Positie: | 42 | 19 | 28 | 42 | uit | 93 | 83 | uit | 111 | 105 | 146 | uit | 170 | 192 | 184 |